# Usenet
Usenet és un sistema de distribució de discussions que va evolucionar a partir de la xarxa UUCP del mateix nom. Fou creat pels diplomats per la Universitat Duke Tom Truscott i Jim Ellis el 1979. Els usuaris poden llegir i enviar missatges semblants als correus, anomenats articles, a una sèrie de grups de discussió distribuïts, semblants als BBSs en molts aspectes.
El sistema funciona mitjançant un gran nombre de servidors, que emmagatzemen els missatges i els envien entre ells. Usenet ha tingut una influència cultural important en el món de les xarxes, donant a llum o popularitzant termes i conceptes molt usats avui dia com ara PMF (de l'anglès FAQ) o correu brossa (en anglès spam).

## Introducció
- Usenet és un dels sistemes més antics de comunicacions entre xarxes de computadores, encara en ús. Permet a un usuari intercanviar opinions i experiències amb altres persones interessades en el mateix tema específic que ell. Va començar a funcionar en 1980, originalment concebuda com un “ARPANET per a pobres” emprant UUCP per oferir mail i transferència d'arxius, així com notícies sobre el nou programari desenvolupat. El sistema, desenvolupat per la Universitat de Carolina del Nord en Chapel Hill i la Universitat de Duke, va ser denominat *Usenet amb l'esperança que l'organització USENIX tingués un paper actiu en ella.

Els usuaris poden llegir o enviar missatges a diferents grups de notícies ordenats de forma jeràrquica. Quan un usuari se subscriu a un grup de notícies, el programari client de notícies manté el fil dels articles que ha llegit aquest usuari. En molts grups de notícies, la majoria dels articles són respostes a algun altre. El conjunt d'articles que pot ser rastrejats fins a un article inicial es denomina fil. Les últimes versions mostren els articles ordenats en fils i subfills, per facilitar la recerca de discussions en un grup de notícies.
L'assignació de jerarquies i subgrups en certs casos és anàrquica. Inicialment tan sols estaven definides unes poques jerarquies de nivell superior com comp, i posteriorment van aparèixer unes altres lliurement com alt. És pràcticament impossible determinar el nombre total de grups, ja que cada servidor pot definir els seus propis (alguna cosa que sol succeir amb freqüència).
Usenet gira entorn de l'article, cadascun dels quals pot ser publicat en un o més grups. Els articles són les dades que s'actualitzen i propaguen mundialment a través d'aquesta xarxa. Els articles tenen un format de text simple amb algunes altres restriccions, i són similars a un missatge de correu electrònic, tret de les seves capçaleres.
Els articles no solen emprar l'extensió MIME, i contenen text sense format. Cada servidor de notícies estableix el temps de vida de cada article en funció de les seves capçaleres, la seva grandària, data de publicació, etc. En certes ocasions s'utilitzen els articles per incloure arxius binaris codificats en format de text, utilitzant algorismes com UUEncode, Base64, o recentment i Encode. De fet, existeixen grups dedicats exclusivament a l'enviament de missatges amb arxius binaris codificats, com la branca alt.*binaries., arribant a ser l'origen d'una gran quantitat de material il·legal.
El gran nombre d'usuaris i grups, l'escassetat de recursos requerits, la velocitat, l'anonimat, el seu lliure accés i la seva descentralització, entre d'altres, fan de Usenet la major xarxa d'intercanvi d'informació i debat del món.
Usenet té també una importància cultural significativa al món reticulat, havent donat lloc al naixement, o popularitzat, conceptes àmpliament reconeguts, com "FAQ" i "spam".